# Kristina Silaeva
Kristina Silaeva (Moskou, 16 februari 2000) is een Kazachstaanse langebaanschaatsster. Silaeva is van Russische afkomst, maar komt sinds het seizoen 2024-2025 uit voor Kazachstan. Kazachstan is het land van haar partner Jevgeni Kosjkin. Silaeva staat evenals haar vriend bekend om haar snelle start op de 500m.

## Records

### Persoonlijke records
| Afstand    | Tijd    | Datum            | Baan    |
| ---------- | ------- | ---------------- | ------- |
| 500 meter  | 37,20   | 11 december 2021 | Calgary |
| 1000 meter | 1.14,38 | 24 januari 2025  | Calgary |
| 1500 meter | 2.03,90 | 13 oktober 2018  | Kolomna |
| 3000 meter | 4.30,53 | 18 maart 2016    | Kolomna |

(laatst bijgewerkt: 21 maart 2025)

## Resultaten
| Jaar | WK Afstanden                    | Wereldbeker        | WK Junioren        |
| ---- | ------------------------------- | ------------------ | ------------------ |
| 2017 |                                 |                    | 24e 500m           |
| 2018 |                                 |                    | 13e 500m 28e 1500m |
| 2019 |                                 |                    | 9e 500m 9e 1000m   |
|      |                                 |                    |                    |
| 2021 |                                 | 15e 500m           |                    |
| 2022 |                                 | 22e 500m           |                    |
|      |                                 |                    |                    |
| 2025 | 4e 500m 17e 1000m 4e teamsprint | 13e 500m 33e 1000m |                    |